# Zephyranthes fragrans
Zephyranthes fragrans är en amaryllisväxtart som beskrevs av Pierfelice Ravenna. Zephyranthes fragrans ingår i släktet Zephyranthes och familjen amaryllisväxter.
Artens utbredningsområde är Bolivia. Inga underarter finns listade i Catalogue of Life.